# Dvornik
Dvornik (dreslin, norava, lat. Polygonum nom. cons.),  najvažniji rod u porodici dvornikovki. Pripada mu preko 150 vrsta (151) jednogodišnjeg raslinja, listopadnih i vazdazelenih trajnica i grmova. Oko 20 vrsta i podvrsta dvornika navedeno je da raste i po Hrvatskoj to su kritično ugroženi pješčani dvornik (P. arenarium), tipična vrsta ptičji dvornik (P. aviculare) i drugi (vidi popis), ali nisu svi dvornici predstavnici ovog roda.
Vodeni dvornik (Persicaria amphibia), planinski dvornik (Koenigia alpina) i mali dvornik (Persicaria minor), japanski dvornik (Reynoutria japonica), livadni dvornik (Bistorta officinalis), vodeni papar (Persicaria hydropiper),  kiseličasti dvornik (Persicaria lapathifolia), mekani dvornik (Persicaria mitis),  istočnjački dvornik (Persicaria orientalis), pjegasti dvornik (Persicaria maculosa subsp. maculosa), vrboliki dvornik (Persicaria salicifolia subsp. salicifolia)  i gomoljičasti dvornik (Bistorta vivipara) nisu predstavnici ovog roda.

## Vrste
1. Polygonum acerosum Ledeb. ex Meisn.
2. Polygonum acetosum M. Bieb.
3. Polygonum achoreum Blake
4. Polygonum afghanicum Meisn.
5. Polygonum afromontanum Greenway
6. Polygonum afyonicum Leblebici & Gemici
7. Polygonum albanicum Jáv.
8. Polygonum aleppicum Boiss. & Hausskn. ex Boiss.
9. Polygonum arenarium Waldst. & Kit.
10. Polygonum arenastrum Boreau; spljošteni dvornik (Hrvatska)
11. Polygonum argyrocoleum Steud. ex Kunze
12. Polygonum arussense Chiov.
13. Polygonum aschersonianum H. Gross
14. Polygonum austiniae Greene
15. Polygonum aviculare L., ptičji dvornik (Hrvatska)
16. Polygonum balansae Boiss.
17. Polygonum baltistanicum Chaudhri
18. Polygonum bellardii All.; Belardijev dvornik (Hrvatska)
19. Polygonum biaristatum Aitch. & Hemsl.
20. Polygonum bidwelliae S. Watson
21. Polygonum bolanderi W. H. Brewer ex A. Gray
22. Polygonum borgoicum Tupitz.
23. Polygonum bornmuelleri Litv.
24. Polygonum brasiliense K. Koch
25. Polygonum breviarticulatum Rech. fil.
26. Polygonum californicum Meisn.
27. Polygonum cappadocicum Boiss. & Balansa
28. Polygonum cascadense W. H. Baker
29. Polygonum cashmirense H. Gross
30. Polygonum cedrorum Boiss. & Kotschy ex Boiss.
31. Polygonum chayuum A. J. Li & B. J. Bao
32. Polygonum cognatum Meisn.
33. Polygonum corrigioloides Jaub. & Spach
34. Polygonum cretaceum Kom.
35. Polygonum crispatum C. B. Clarke
36. Polygonum czukavinae Soják
37. Polygonum douglasii Greene
38. Polygonum ebracteatum Munshi & Javeid
39. Polygonum ekimianum Leblebici, H. Duman & Aytaç
40. Polygonum engelmannii Greene
41. Polygonum equisetiforme Sm.
42. Polygonum erectum L.
43. Polygonum evenkiense Tupitz. & Juzeph.
44. Polygonum fibrilliferum Kom.
45. Polygonum floribundum Schltdl. ex Spreng.
46. Polygonum fowleri Rob.
47. Polygonum gabrielae Costea & Tardif
48. Polygonum ganderbalense Munshi & Javeid
49. Polygonum glandulosopilosum De Wild.
50. Polygonum glaucescens N. A. Ivanova ex Tupitz.
51. Polygonum glaucum Nutt.
52. Polygonum graminifolium Heuff.
53. Polygonum hassanabdalicum Chaudhri
54. Polygonum heterosepalum M. Peck & Ownbey
55. Polygonum hickmanii H. R. Hinds & Rand. Morgan
56. Polygonum hohuanshanense S. S. Ying
57. Polygonum huichunense F.Z.Li, Y.T.Hou & C.Y.Qu
58. Polygonum humifusum Mert. ex K. Koch
59. Polygonum hyrcanicum Rech. fil.
60. Polygonum icaricum Rech. fil.
61. Polygonum idaeum Hayek
62. Polygonum ilanense Y.C.Liu & C.H.Ou
63. Polygonum inflexum Kom.
64. Polygonum iranicum Mozaff.
65. Polygonum istanbulicum M. Keskin
66. Polygonum karacae Ziel. & Borat.
67. Polygonum kelloggii Greene
68. Polygonum kolumense A. P. Khokhr.
69. Polygonum korthalsii Gand.
70. Polygonum lacerum Kunth
71. Polygonum leptocarpum B. L. Rob.
72. Polygonum liaotungense Kitag.
73. Polygonum libani Boiss.
74. Polygonum longiocreatum Bartlett
75. Polygonum longipes Halácsy & Charrel; dugostapčavi dvornik (Hrvatska)
76. Polygonum majus (Meisn.) Piper
77. Polygonum marinense T. R. Mert. & Raven
78. Polygonum maritimum L.;  primorski dvornik (Hrvatska)
79. Polygonum melihae Gemici & Kit Tan
80. Polygonum mesembricum Chrtek
81. Polygonum mezianum H. Gross
82. Polygonum minimum S. Watson
83. Polygonum minutissimum Z. Wei & Y. B. Chang
84. Polygonum mirajabii Chaudhri
85. Polygonum molliiforme Boiss.
86. Polygonum norvegicum (Sam.) Sam. ex Lid
87. Polygonum nuttallii Small
88. Polygonum obtusifolium Täckh. & Boulos
89. Polygonum olivascens Rech. fil. & Schiman-Czeika
90. Polygonum oxyspermum C.A.Mey. & Bunge
91. Polygonum palaestinum Zohary
92. Polygonum papillosum Hartvig
93. Polygonum paronychia Cham. & Schltdl.
94. Polygonum paronychioides C. A. Mey.
95. Polygonum parryi Greene
96. Polygonum patuliforme Vorosch.
97. Polygonum patulum M. Bieb.; otvoreni dvornik (Hrvatska)
98. Polygonum plebeium R. Br.
99. Polygonum podlechii Rech. fil. & Schiman-Czeika
100. Polygonum polycnemoides Jaub. & Spach
101. Polygonum polygaloides Meisn.
102. Polygonum praelongum Coode & Cullen
103. Polygonum pringlei Small
104. Polygonum propinquum Ledeb.
105. Polygonum psammophilum (Bordz. ex Tzvelev) Tzvelev
106. Polygonum pteranthum Kitag.
107. Polygonum raii Bab.
108. Polygonum ramosissimum Michx.
109. Polygonum ramuliflorum Kitag.
110. Polygonum recumbens Royle ex Bab.
111. Polygonum rigidum Skvortsov
112. Polygonum robertii Loisel.
113. Polygonum robynsii De Wild.
114. Polygonum romanum Jacq.
115. Polygonum rottboellioides Jaub. & Spach
116. Polygonum roylei Bab.
117. Polygonum ryukyuense Kitag.
118. Polygonum salebrosum Coode & Cullen
119. Polygonum salsugineum M. Bieb.
120. Polygonum samsunicum Yild. & Leblebici
121. Polygonum sanguinaria Remy
122. Polygonum sarobiense Rech. fil.
123. Polygonum sawatchense Small
124. Polygonum schimperi Vatke ex Engl.
125. Polygonum schistosum Czukav.
126. Polygonum scoparium Req. ex Loisel.
127. Polygonum setosum Jacq.
128. Polygonum shastense W. H. Brewer ex A. Gray
129. Polygonum shiheziense F.Z.Li, Y.T.Hou & F.J.Lu
130. Polygonum shuchengense Z.Z.Zhou
131. Polygonum shuense A.J.Li & B.J.Bao
132. Polygonum sivasicum Kit Tan & Yildiz
133. Polygonum snijmaniae S. Ortiz
134. Polygonum spergulariiforme Meisn. ex Small
135. Polygonum striatulum Rob.
136. Polygonum stypticum Cham. & Schltdl.
137. Polygonum subaphyllum Sumnev.
138. Polygonum sumatranum Bruyn
139. Polygonum sylvaticum Skvortz
140. Polygonum tachengense F.Z.Li, Y.T.Hou & F.J.Lu
141. Polygonum tatewakianum Ito
142. Polygonum tenoreanum E. Nardi & Raffaelli
143. Polygonum tenue Michx.
144. Polygonum tenuissimum A.I.Baranov & Skvortsov ex Vorosch.
145. Polygonum thymifolium Jaub. & Spach
146. Polygonum turkestanicum Sumnev.
147. Polygonum uniflorum Y.X.Ma & Y.T.Zhao
148. Polygonum urnigerum M. Keskin
149. Polygonum urumqiense F.Z.Li, Y.T.Hou & F.J.Lu
150. Polygonum volchovense Tzvelev
151. Polygonum vvedenskyi Sumnev.